# Мазурик Микола
Мико́ла Мазу́рик (25 вересня 1908, с. Брижава, нині Польща — †21 лютого 2008, Брижава) — український лемківський народний різьбяр.

## Біографія
Микола Мазурик (пол. Mykoła Mazuryk) народився в 1908 році, в присілку Буковина села Брижава поблизу Бірчі на межі Перемиського і Сяноцького повітів.
Після Другої світової війни був заарештований та поміщений в концентраційний табір в Явожно, а родина в рамках операції «Вісла» виселена до околиць міста Кошаліна в північно-західній Польщі. Після кільканадцяти років повернувся на проживання до предківської Брижави.
Був стрийком лемківського художника Омеляна Мазурика. У 2006 році з-під пера Петра Скрійки (пол. Piotra Skrijki) вийшла його біографія.